# Frontière entre la Chine et le Japon
La frontière entre la Chine et le Japon est une frontière internationale maritime en mer de Chine orientale. Selon la Convention des Nations unies sur le droit de la mer, elle devrait être fondée sur une ligne équidistante entre l'archipel Nansei et la côte chinoise au niveau de Shanghai et de la baie de Hangzhou.
Cependant, les deux pays sont en conflit sur la souveraineté des îles Senkaku : les îles Senkaku, faisant partie de l'archipel Sakishima, sont composées de quatre îles et trois rochers inhabités et sont revendiquées par la République populaire de Chine et la République de Chine (Taïwan).
Par ailleurs, la Chine a émis le souhait de prolonger son plateau continental jusqu'à la Fosse d'Okinawa et au-delà de 200 milles marins des lignes de base à partir desquelles la largeur de la mer territoriale de la Chine est mesurée ; la Chine revendique une ZEE s'étendant jusqu'à l'extrémité orientale du plateau continental chinois (sur la base de la CNUDM III) qui pénètre profondément dans la ZEE revendiquée par les Japonais soit une surface de chevauchement d'environ 40 000 km2.